# أيبل 370
أيبل 370 (بالإنجليزية: Abell 370) في علم الفلك هي عنقود مجرات يبعد عنا نحو 6 مليار سنة ضوئية، حيث يبلغ مقدار الإنزياح الأحمر لطيفه z = 0.375 . ويرى عنقود أبل 370 في اتجاه كوكبة قيطس (كوكبة).
يحوي قلب عنقود مجرات أيبل 370 عدة مئات المجرات. وقد سجله جورج أبل في فهرسه لعناقيد المجرات وكان آنذاك أشد العناقيد المجرية بعدا عنا.

## عدسات الجاذبية
يبدو أن عنقود مجرات أيبل 370 يحوي عدة أقواس ضوئية، وهي في الواقع خذاعا للبصر يتسبب فيه ظاهرة عدسة الجاذبية التي تـُظهر أجراما سماوية خلفها.
. أي أن حقل الجاذبية الشديد الناتج عن التجمع المجري يعمل كعدسة مضخمة بيننا وبين أجرام سماوية بعيدة، أبعد من مكان وجود العنقود النجمي ؛ فتظهر تلك الاجرام السماوية مضخمة متخذة أحيانا أشكالا قوسية.
في عام 2002 استخدم علماء الفلك ظاهرة عدسة الجاذبية لاكتشاف مجرة تبعد عنا 8و12 مليار سنة ضوئية وهي المجرة HCM-6A. وكانت تلك المجرة المكتشفة هي أبعد المجرات عنا في ذلك الحين.
وفي عام 2009 أظهرت مشاهدات لحقل مجرات أيبل 370 تجمع مجرات يقع خلف أبل 370 وكان أشكلها معوجة بسبب عدة جاذبية أيبل 370 ، مما جعلها تبدو في هيئة تنين ولهذا سمّاها علماء ناسا «التنين» The Dragon. يتكون رأس التنين هذا من مجرة حلزونية , وتشترك معها مجرة أخرى حلزونية في هيئة ذيل . وبعض المجرات الأخرى متجمعة وتشكل جسم التنين . كل تلك المجرات تبعد عنا نحو 5 مليارات سنة ضوئية.

## معرض صور

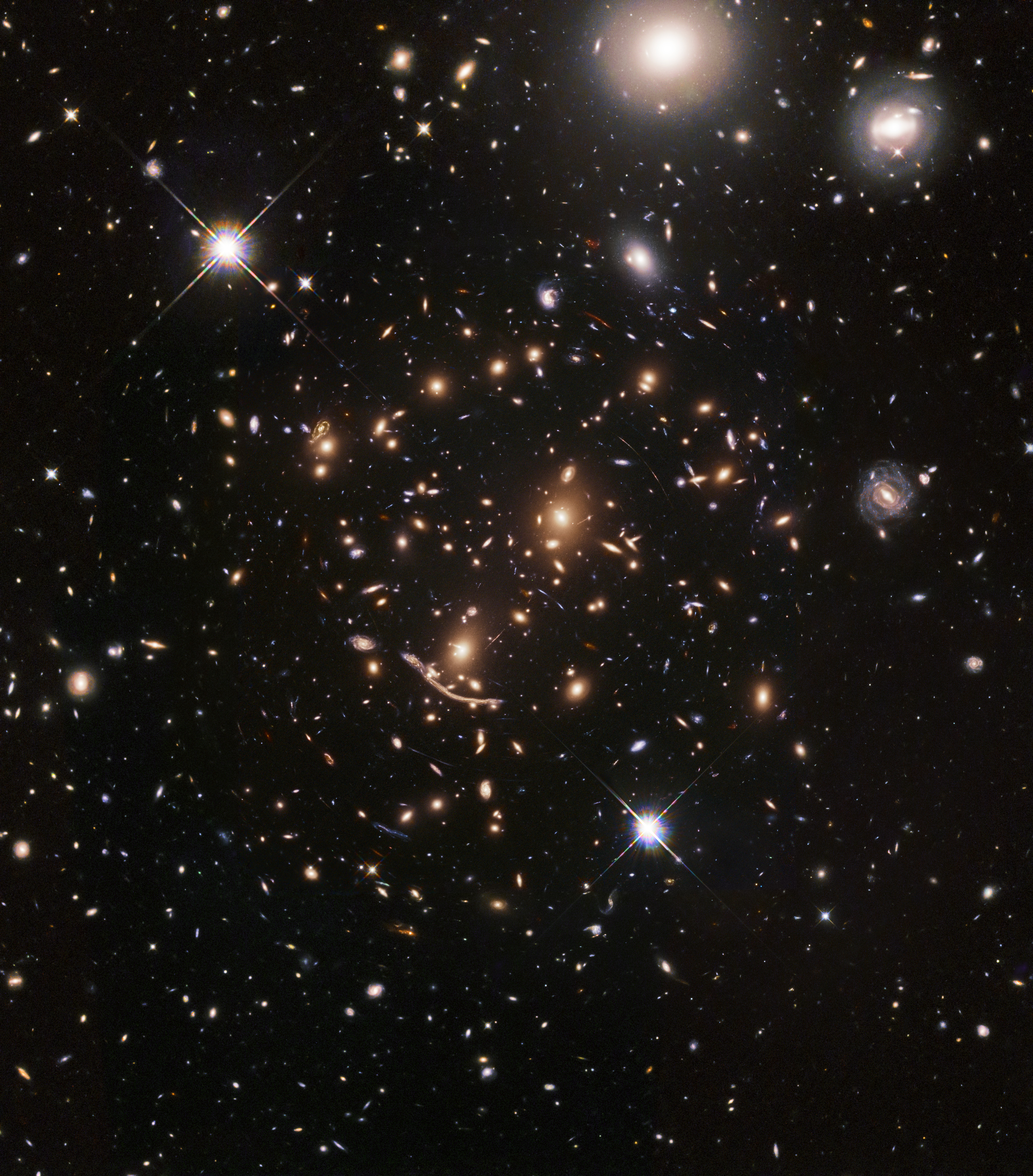
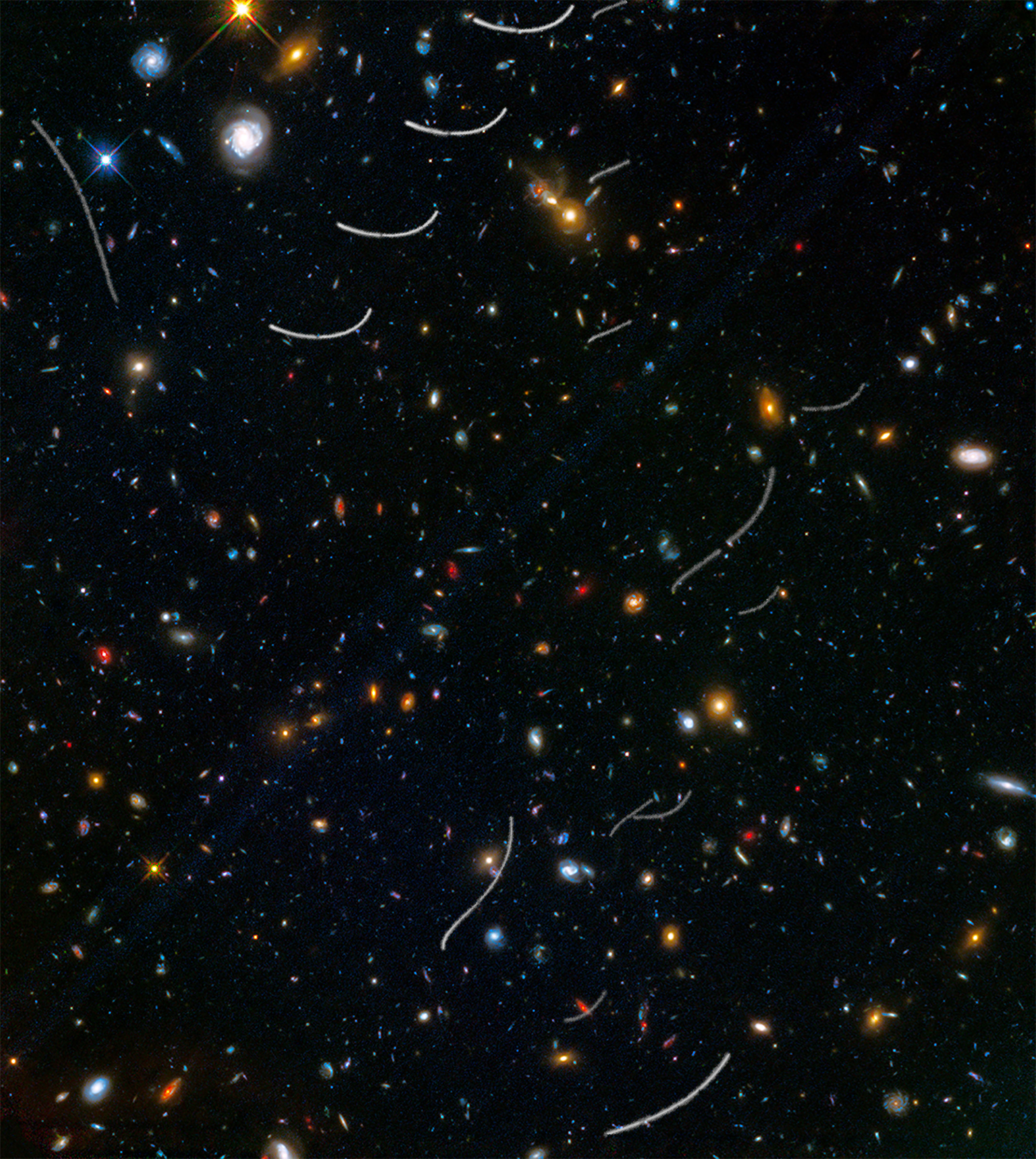
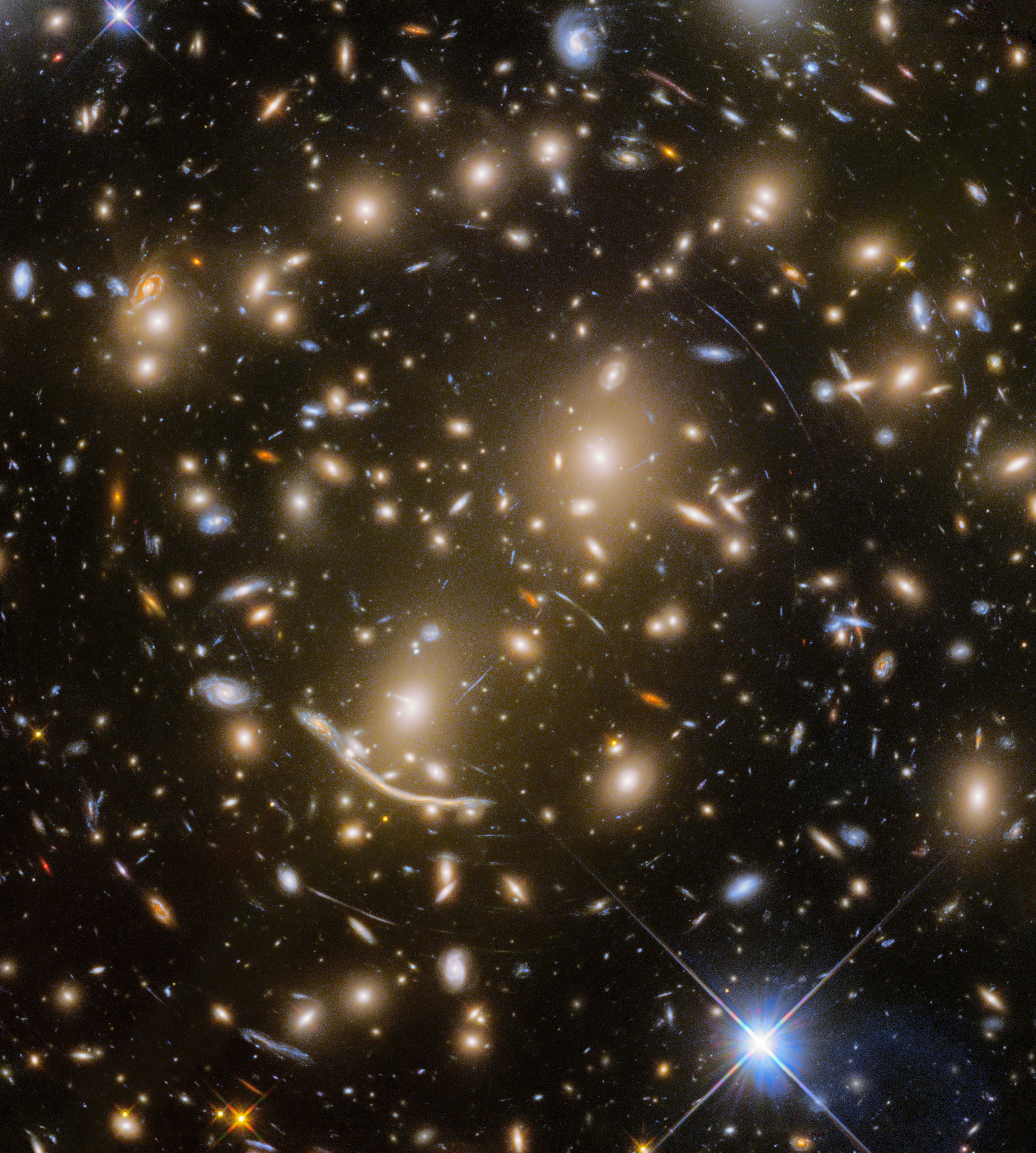

## وصلات خارجية
- أيبل 370 على موقع ويكي سكاي: DSS2, SDSS, GALEX, IRAS, Hydrogen α, X-Ray, Astrophoto, Sky Map, Articles and images
- Gravitationally lensed images in Abell 370 Authors: Grossman, S. A. & Narayan, R. بيب كود: 1989ApJ...344..637G

## أقرأ أيضا
- أبل 39
- أيبل 520
- أيبل 2218
- كتالوج أبل